# Сенчишин Ярина Богданівна
Яри́на Богда́нівна Сенчи́шин (*3 січня 1969, м. Хирів) — українська поетка, письменниця, перекладачка та шахістка (майстер ФІДЕ).

## Життєпис
Закінчила тренерський факультет Львівського державного університету фізичної культури (спеціалізація "шахи") та факультет журналістики Львівського національного університету імені Івана Франка. Викладає українську літературу у Львівському обласному інституті післядипломної педагогічної освіти. Одружена з письменником Віктором Небораком.

## Творчість

### Поезія
- поетична збірка «Гра в королеву» (Львів: Каменяр,1995)
- друкувалася в антології «Ми і вона. Антологія одинадцяти поеток» (Львів: ЛА Піраміда, 2005)
- «Долина ріки Самбатіон. Вірші та переклади» (Львів: Срібне слово, 2014)
- «Розплєси» (Видавництво Старого Лева, 2021)

### Переклади
- Тадеуш Ружевич. Вибрані вірші. – Каменяр, 1997
- Тадеуш Ружевич. Смерть у старих декораціях. – Літопис, 2007
- Чеслав Мілош. Придорожний песик. – Літопис, 2001
- Чеслав Мілош. Орфей і Евридика. – Кур’єр Кривбасу, 2009, «Долина ріки Самбатіон», 2015
- Віслава Шимборська. Вибрані поезії та есеї. – Літопис, 2002
- Ольга Токарчук. Останні історії. – Літопис, 2002, 224 с., Темпора, 2021
- Іван Павло ІІ. Римський триптих (Медитації). – Кур’єр Кривбасу, 2008, «Долина ріки Самбатіон»,  2015.
- Ян Пєкло. Запах ангела. – Літопис, 2013, 264 с.

## Премії
- Лауреат премії імені Богдана-Ігоря Антонича «Привітання життя» (1994)
- 2015 – Премія конкурсу на кращий переклад поезії Віслави Шимборської
- 2015 – Премія Маркіяна Шашкевича

## Шахи
Учасниця чемпіонатів України із шахів серед жінок 1993, 1995 та 2024 років.